# Hor Ka
Hor Ka was een koning ten tijde van de Proto-dynastieke Periode in Egypte.

## Naam
Geleerden zijn het oneens hoe de naam van Hor Ka gelezen moet worden. Een aantal opvattingen:
- De koning wordt Hor Ka of Ka genoemd naar de hiëroglief (Code D28 in de hiërogliefenlijst van Gardiner)
- Er zijn vondsten waarin het ka-symbool op de juiste wijze werd geschreven, maar er zijn ook vondsten waarop het ka-symbool wordt omgedraaid (code D32), dan wordt de naam als "Sechen" gelezen.[2]
- Er wordt ook gedacht dat de naam de geboortenaam is van koning Narmer.[3]
- Weer anderen zoals Ludwig David Morenz prefereren een neutrale naam als Koning Armen.[4]

## Regering en vondsten
Hor Ka regeerde over Thinis in Opper-Egypte en werd begraven in Umm el-qaab te Abydos.
Vermoedelijk was de voorganger van Hor Ka, koning Hor Iry en zijn opvolger Schorpioen II of Narmer.
De koning is de eerste Egyptische heerser die zijn naam liet schrijven in een serech. Zijn voorgangers beelden eerst de valk uit en dan de naam van de koning. Aan het bestaan van deze koning kan niet getwijfeld worden, zijn naam komt veelvuldig voor op artefacten uit de Proto-dynastieke Periode.
Naast zijn begraafplaats in Abydos is zijn aanwezigheid ook geattesteerd in de necropolis van Adaima in Opper-Egypte, ten noorden van Tarkhan, Helwan, Tell Ibrahim Awad, Wadi Tumilat en in Tel Lod in het huidige Israël.

## Tombe
De twee ondergrondse kamers B7 en B9 te Umm el-Qa'ab in Abydos worden aan deze heerser toegeschreven als tombe van de koning. De tombe is voor het eerst afgegraven door Flinders Petrie in 1902. Hij ontdekte fragmenten van een mes en verschillende potten. Op de potten werden meer dan veertig inscripties gevonden.

## Afbeeldingen

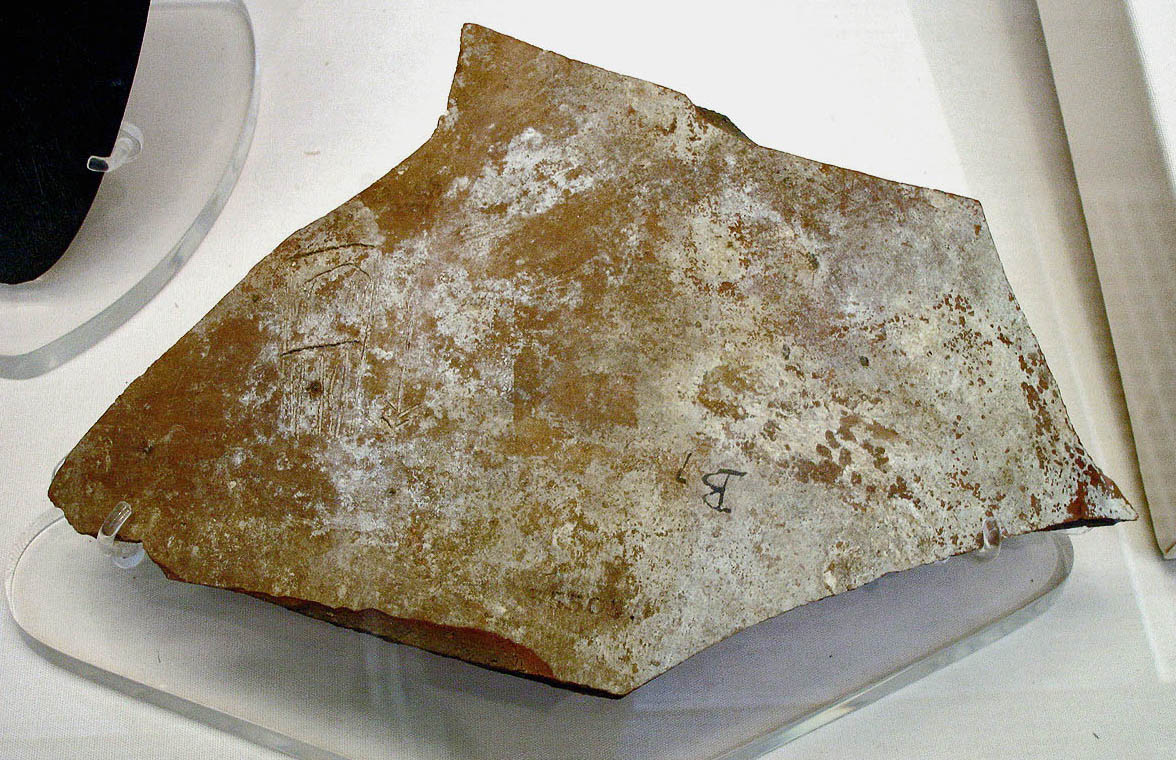
Scherf met naam van de koning
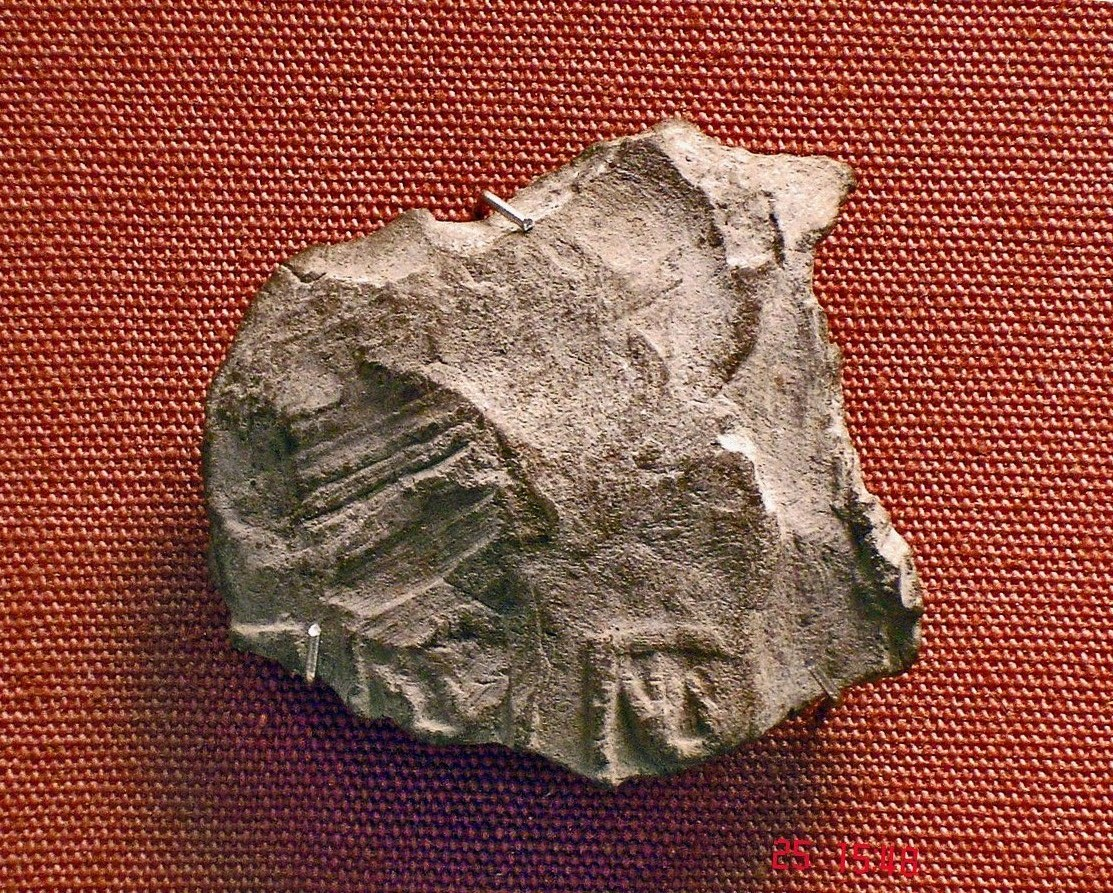
Zegel van Hor Ka
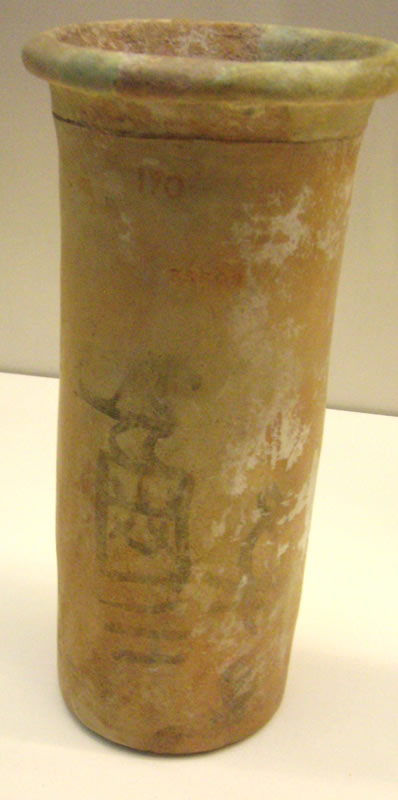
Vaas met naam van de koning
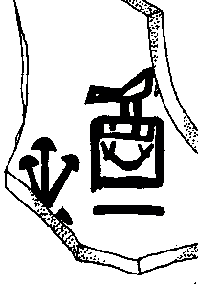
Serech van Hor Ka
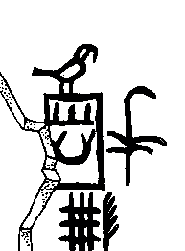
Serech van Hor Ka
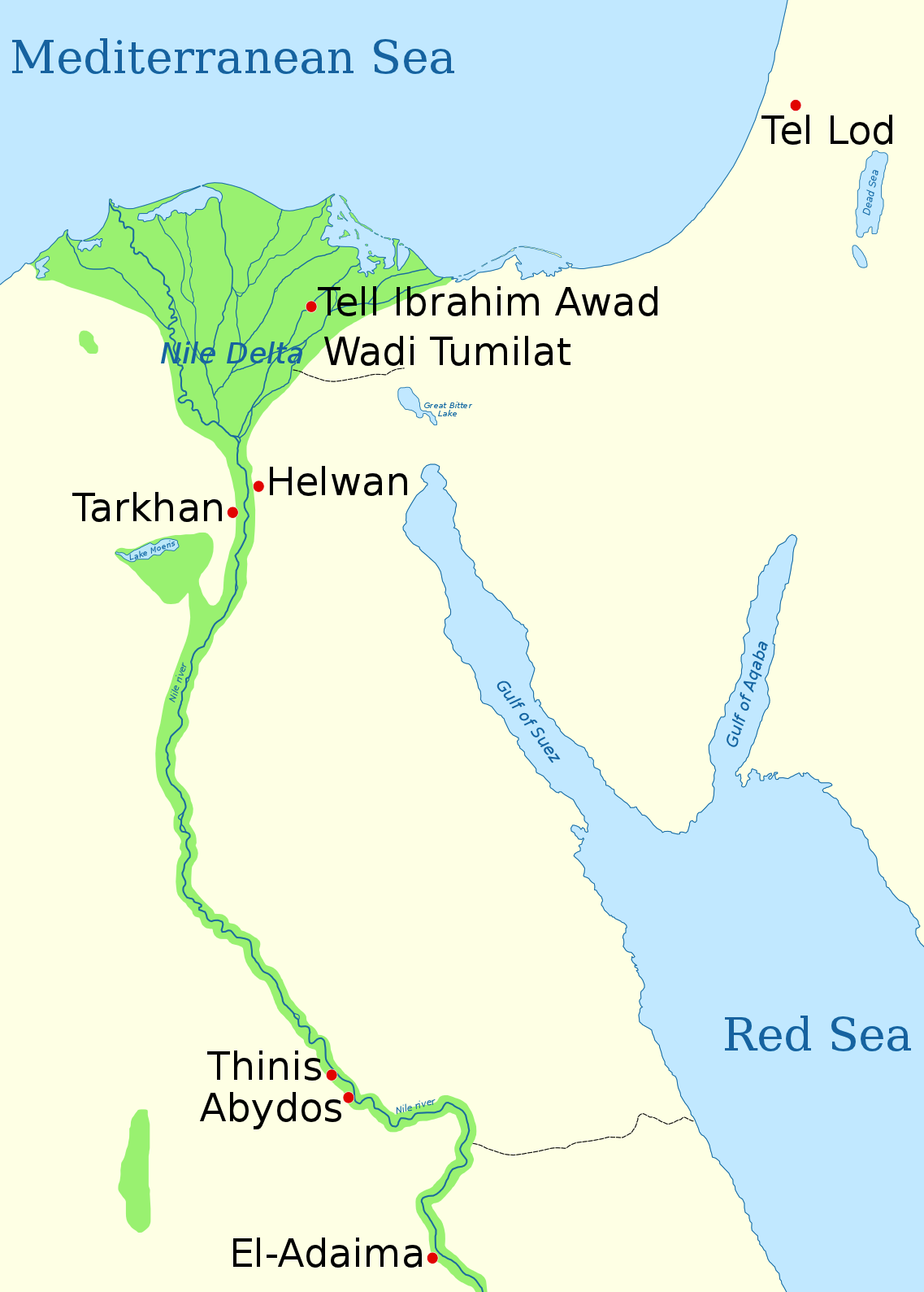
Kaart met locaties waar de koning is geattesteerd